# Dictyopharoides tenuirostris
Dictyopharoides tenuirostris är en insektsart som beskrevs av Fowler 1900. Dictyopharoides tenuirostris ingår i släktet Dictyopharoides och familjen Dictyopharidae. Inga underarter finns listade i Catalogue of Life.